# Pterygoplichthys undecimalis
Pterygoplichthys undecimalis és una espècie de peix d'aigua dolça de la família dels loricàrids i de l'ordre dels siluriformes. Va ser descrit per Franz Steindachner el 1878.
Els adults poden assolir fins a 50 cm de longitud total. És un peix de clima tropical que es troba a la conca del riu Magdalena a Sud-amèrica.